# Villaggio di Babbo Natale

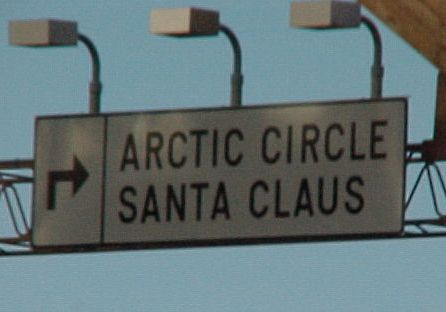
Indicazione stradale per il Circolo polare artico e il Villaggio di Babbo Natale.

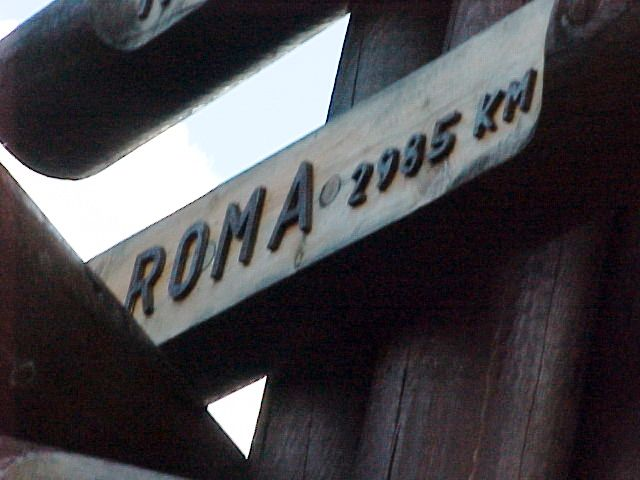
La distanza tra Roma e il Villaggio di Babbo Natale.

Il Villaggio di Babbo Natale (Joulupukin Pajakylä in finlandese) situato a circa 8 km da Rovaniemi, in Finlandia, è la residenza ufficiale di Babbo Natale; è infatti possibile incontrarlo personalmente e visitare il suo studio o l'ufficio postale dove ogni anno arrivano le lettere dai bambini di tutto il mondo.
Nel villaggio sono presenti numerose attrazioni, tutte riguardanti Babbo Natale e la regione della Lapponia, ed è simbolicamente contraddistinto sul pavimento il punto preciso in cui secondo le coordinate di latitudine è situato il circolo polare artico.
All'interno di una caverna non distante dal Villaggio di Babbo Natale è presente il Santa Park, un altro parco di divertimenti.

## Storia

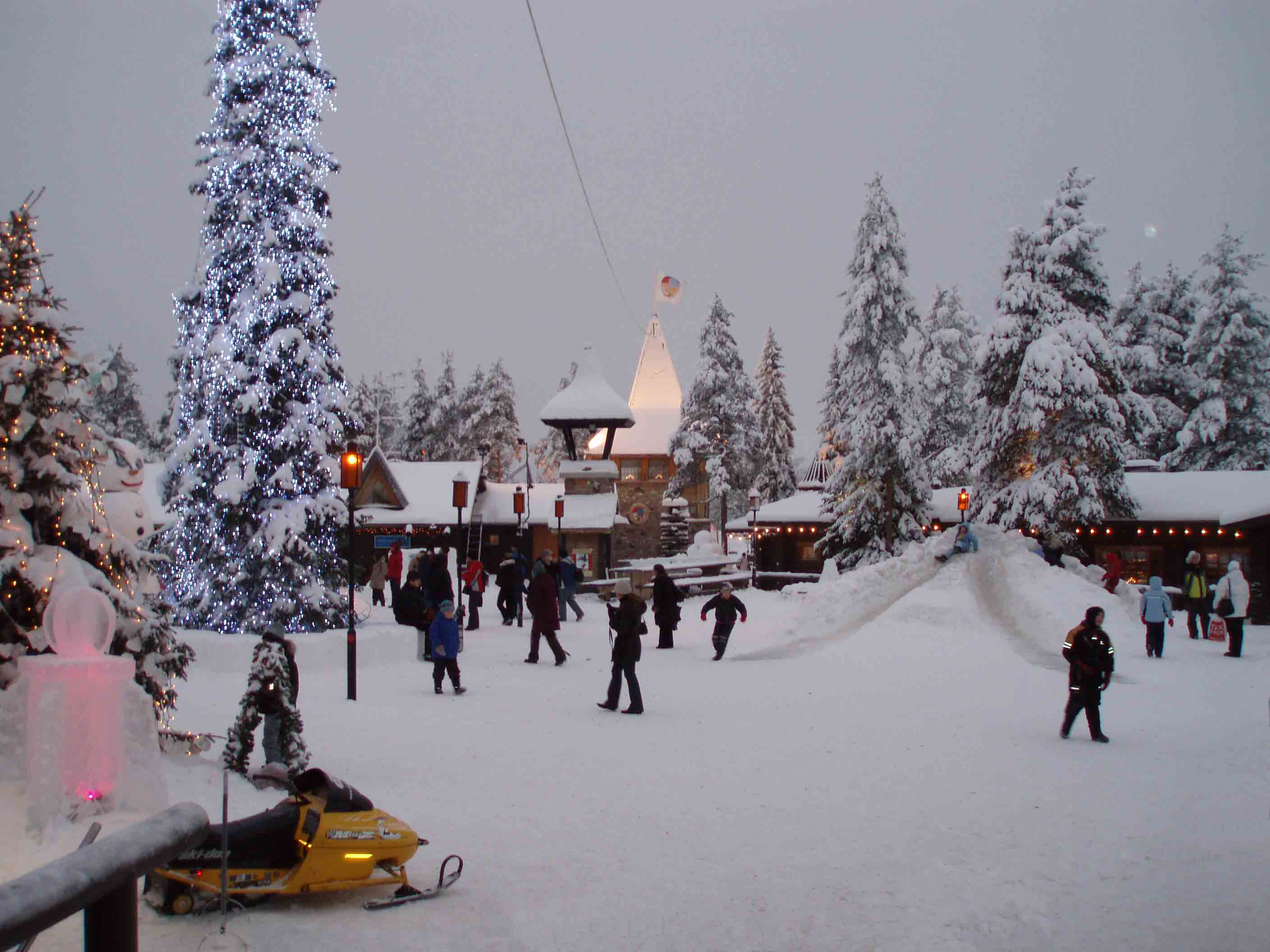
Il Villaggio di Babbo Natale in inverno.

Nel dopoguerra, Rovaniemi e la Lapponia sono state le prime a ricevere gli aiuti dell'UNRRA, l'organizzazione umanitaria precorritrice dell'Unicef. La nascita della capanna nel Circolo polare artico e dei servizi turistici è anche legata agli aiuti dell'Unicef. Eleanor Roosevelt, conosciuta come l'anima dell'UNRRA, fece una visita di sorpresa a Rovaniemi nel 1950. Come parte della cerimonia di accoglienza, venne costruita la capanna del Circolo Polare Artico in un paio di settimane.
Quando la moglie del presidente degli Stati Uniti, famosa per il suo impegno umanitario, si recò di sorpresa a Rovaniemi nel 1950 per constatare la ricostruzione postbellica della Lapponia e di Rovaniemi, Uuno Hannula, il prefetto di allora, si pose il problema di quale programma organizzare per l'evento. Hannula fu aiutato dal sindaco Lauri Kaijalainen, che con la collaborazione del suo personale, ottenne in regalo dal professore Eemeli Karinen un pezzo di terreno sulla strada statale n. 4 in direzione nord, al fine di costruirci una capanna per gli ospiti. Fu deciso quindi di organizzare qui, al nord del Circolo Polare Artico, la cerimonia di ricevimento.
L'idea nacque dal fatto che una ventina d'anni prima il colonnello Oiva J. Willamo aveva fatto erigere un palo nella stessa zona dove i turisti potevano sostare e fare delle fotografie. Il luogo preciso del palo distrutto durante la guerra e della nuova capanna non fu determinato sulla base di accurate misurazioni scientifiche. Il primo fu innalzato dove il Circolo Polare Artico settentrionale tagliava approssimativamente la strada summenzionata, mentre la seconda nel terreno ricevuto, sebbene successivamente i calcoli dimostrarono che si trovasse 108 metri troppo a sud.
La capanna del Circolo Polare Artico, per la cui costruzione restava solo una settimana, fu progettata in tutta fretta in una sola notte dall'architetto Ferdinand Salokangas e realizzata dal personale esperto nella costruzione di baracche di legno del consulente forestale Jarl Sundquist, direttamente dai tronchi in fluitazione prelevati dal fiume Ounasjoki. Secondo le istruzioni, se ne utilizzarono così tanti che «nella baracca c'era posto per un grande pullman pieno di gente». Non rimaneva più molto tempo: i primi tronchi furono prelevati dal fiume il sabato e il sabato successivo, quando l'aereo della signora Roosevelt atterrò all'aeroporto, fu montata la porta esterna della capanna.
Domenica 21 maggio 1950 finalmente la capanna era pronta ad accogliere l'importante ospite. Alla cerimonia di ricevimento presero parte molti abitanti di Rovaniemi, che in seguito si abituarono ai molti ospiti di rilievo venuti da lontano. L'evento fu molto importante per il turismo della zona, in quanto si era così creata la prima attrazione principale che attirò sul posto sempre più visitatori.
La capanna del Circolo Polare Artico è un punto dei servizi turistici a Rovaniemi che è diventato un centro turistico internazionale di primo piano. Attira ogni anno sempre più ospiti a cui si cerca di offrire servizi sempre migliori. Nel corso degli anni, nella zona della capanna sono sorti ulteriori punti di interesse per i turisti.